# Sanremo 87 (Polystar)
Sanremo 87 è un album compilation pubblicato nel febbraio 1987 dall'etichetta discografica Polystar.
Si tratta di uno dei tre album contenenti brani presentati al Festival di Sanremo 1987.

## Tracce
1. Christian - Aria e musica
2. Rossana Casale - Destino
3. Peppino Di Capri - Il sognatore
4. Scialpi - Bella età
5. Mario Castelnuovo - Madonna di Venere
6. Fausto Leali - Io amo
7. Marcella Bella - Tanti auguri
8. Luca Barbarossa - Come dentro a un film
9. Fiorella Mannoia - Quello che le donne non dicono
10. Nino Buonocore - Rosanna
11. Toto Cutugno - Figli
12. Ricchi e Poveri - Canzone d'amore
13. Mango - Dal cuore in poi
14. Enrico Cifiello - Un bacio alla mia età
15. Eduardo De Crescenzo - L'odore del mare
16. Dori Ghezzi - E non si finisce mai
17. Patty Pravo - Pigramente signora
18. Tony Esposito - Sinuè
19. Al Bano e Romina Power - Nostalgia canaglia